# Manilkara vitiensis
Manilkara vitiensis är en tvåhjärtbladig växtart som först beskrevs av Herman Johannes Lam och Olden, och fick sitt nu gällande namn av B.Meeuse. Manilkara vitiensis ingår i släktet Manilkara och familjen Sapotaceae.
Artens utbredningsområde är Fiji. Inga underarter finns listade i Catalogue of Life.